# 印度小頭鱉
印度小頭鱉（學名：Chitra indica） 是小頭鱉屬下的一種鱉，分佈于巴基斯坦和印度。种名indica意为印度的。

## 外部連結
- TIGR Reptile Database上的Chitra indica